# 学部譲渡
学部譲渡（がくぶじょうと）は、日本の大学の運営においての制度。

## 概要
2017年11月に文部科学省は大学の学部を別の大学に譲渡できるようにするという制度を導入することについての検討を始める。この時点では設置者を変更するというのは大学全体ならば認められているものの、この制度により学部単位で変更できるようにするという構想であった。この制度により大学は学部を切り売りして経営を改善させたり、より大学の特色を生かした経営ができるようになるということであった。経営の悪化している大学は学部を売却することにより運転資金を確保したり、学生が集まらない学部を切り離したりができるようになる。学部を引き受ける大学の側でも教員や学生を引き継げることで強みのある規模の拡大ができるようになるとされていた。
文部科学省は2018年6月6日までに全国の学校法人などに私立大学間の学部の譲渡をしやすくするために法令を改正するという通知をした。この通知というのは5月13日付で行われており、これによると現行法制を見直して、譲渡をされる大学が手続きをすることのみで学部を譲渡できるようになるというものであった。ここでは経営や教育や研究などの環境が譲渡前と同じ水準に保てることが条件とされている。この制度は大学院や短期大学にも適用される。
2018年11月26日に文部科学相中央教育審議会は「2040年に向けた高等教育のグランドデザイン」という大学の連携や統合を促す制度などを盛り込んだ提言をまとめて文部科学大臣に答申する。これに翌2019年には全国的な大学再編が目指せるように法改正をされる見通しとなる。この提言がされた時点と2040年を比較したならば大学進学者数は約12万人少ない約51万人になると推計され、このことから各大学は現在の規模を確保できないとして連携や統合の促進を求めることから提言をされていた。
この制度が制定されるまでは大学を他の学校法人に変更する制度は存在していたものの、大学の学部の設置者を変更するという制度は存在していなかった。このことから従来ならば学部の設置者を変更するならば、元の大学での学部を募集停止にして、別の大学で学部を新設するという形で複数の手続きが必要であったのが簡素化されることとなった。これからの時代は大学の再編や統合が増えると見込まれているために、各私立大学はその特色化や強みのある分野に資源を集中できることを進められるために学部単位での譲渡をより簡素に行えるべきとの提言があったためにこの制度が設けられるまでになっていた。この制度では大学の学部を移す場合に学部の設置者変更として扱い移されるようになっている。施設は従来の施設をそのまま使用して、教員やカリキュラムもそのまま次の大学に移行することを前提としていることから書類や審査が簡素化されるようになっている。学部を譲り受ける大学の校地や経費や負債などの財源の審査は省略することとして、譲渡される大学が適切に運営する力があるかだけを審査することになっている。申請から認可までの期間は従来と同じく5ヶ月であるが、従来より書類を省略できるために事務的負担を減らせて、同じ学部として継続のためにスピーディーな改革を行えるようになっている。

## この制度で学部譲渡された大学

### 神戸山手大学から関西国際大学へ
この学部譲渡の制度を適用することでの初の学部譲渡が行われ、神戸山手大学の現代社会学部が関西国際大学に譲渡されることとなった。2019年9月10日付で大学設置・学校法人審議会から文部科学大臣に設置者の変更をすることを認めるように答申されて、文部科学大臣の認可を経て正式に譲渡が決まることとなった。神戸山手大学現代社会学部の定員というのは200人で、関西国際大学に移ってからもこの定員は維持され、神戸市のキャンパスもそのまま維持される。在学生は関西国際大学に移籍して関西国際大学を卒業することになる。

### 天理医療大学から天理大学へ
2021年6月には2023年に天理医療大学が天理大学に医療学部を移すという学部譲渡を行う方針であるということが明らかとなる。天理大学によると、どちらの大学も天理教という宗教基盤を持ち奈良県天理市にキャンパスを置く大学であり、学部譲渡後は過疎地の医療への貢献やスポーツ医学を強化させることに力を入れるとのことであった。天理大学にとっては医療学部が加わることで医療を軸とした新たな試みが実施できるようになるというメリットがあり、天理医療大学にとっても単科大学ではできなかった教育や活動の充実が図れるようになるというメリットがあるとのことであった。この時点で既に文部科学省とは協議に入っており、2021年度中には申請をする予定であった。